# Saison 2014 de l'équipe cycliste Rabo Liv Women
La Saison 2014 de l'équipe Rabo Liv Women est la dixième de la formation. Au niveau recrutement, l'arrivée de la talentueuse Néerlandaise Anna van der Breggen est un renfort considérable. La pistarde allemande Anna Knauer et la Batave Moniek Tenniglo s'ajoutent également à un effectif qui a perdu Megan Guarnier, Liesbet de Vocht et Jolanda Neff. Le début de saison est marqué par la victoire aux championnats du monde de cyclo-cross de Marianne Vos. En Coupe du monde, Pauline Ferrand-Prévot remporte la Flèche wallonne, Lucinda Brand le Grand Prix de Plouay et Marianne Vos le Tour de Bochum. L'équipe survole le Tour d'Italie en gagnant 6 étapes et en occupant l'intégralité du podium, dans l'ordre : Marianne Vos, Pauline Ferrand-Prévot et Anna van der Breggen. En fin d'année, la Française devient championne du monde sur route. La formation est numéro un mondial, tout comme Marianne Vos au classement individuel.

## Préparation de la saison

### Partenaires et matériel de l'équipe
Le partenaire principal de l'équipe est la banque néerlandaise Rabobank. Le second partenaire de l'équipe est Liv, une marque de cycles du groupe Giant.

### Arrivées et départs

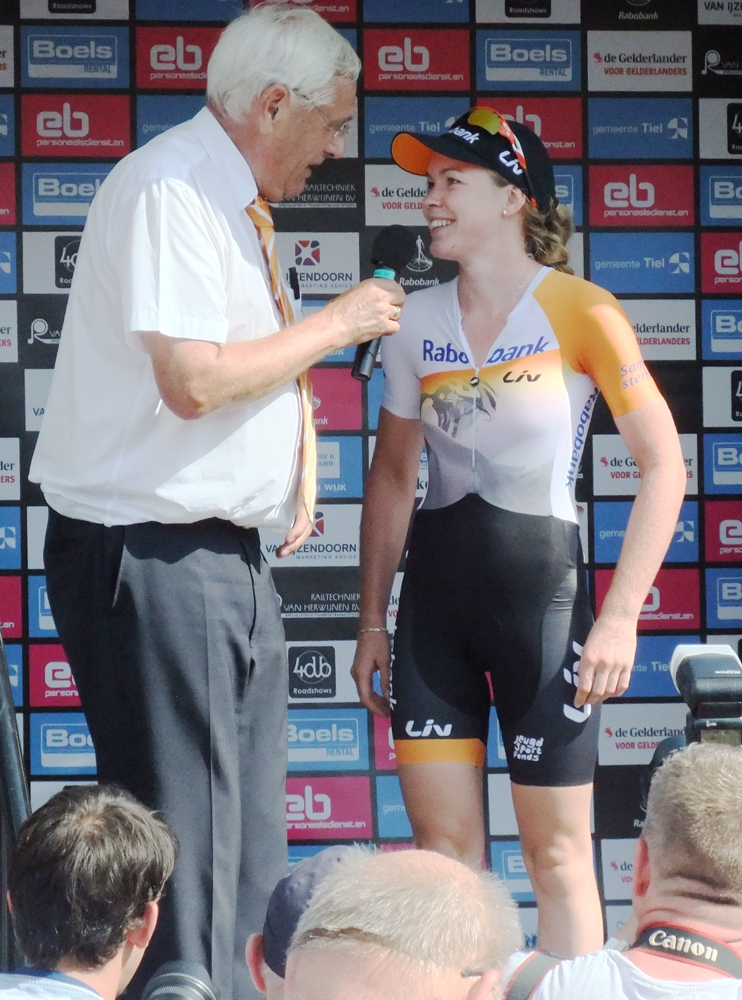
Anna van der Breggen, ici en 2014 à la Profronde van Tiel, est la principale recrue

Au niveau recrutement, l'arrivée de la talentueuse Néerlandaise Anna van der Breggen est un renfort considérable. La pistarde allemande Anna Knauer et la Batave Moniek Tenniglo s'ajoutent également à un effectif qui a perdu Megan Guarnier, Liesbet de Vocht et Jolanda Neff. 
| Arrivées             | Équipe 2013           |
| -------------------- | --------------------- |
| Anna Knauer          | Néo-professionnelle   |
| Moniek Tenniglo      | Jan van Arckel Ladies |
| Anna van der Breggen | Sengers Ladies        |

| Départs          | Équipe 2014   |
| ---------------- | ------------- |
| Liesbet de Vocht | Lotto Belisol |
| Megan Guarnier   | Boels Dolmans |
| Jolanda Neff     |               |
| Rebecca Talen    | Amateur       |

## Effectif et encadrement

### Effectif
| Effectif 2014                       | Effectif 2014     | Effectif 2014 | Effectif 2014                             |
| Cycliste                            | Date de naissance | Pays          | Équipe précédente                         |
| ----------------------------------- | ----------------- | ------------- | ----------------------------------------- |
| Lucinda Brand                       | 2 juillet 1989    | Pays-Bas      | AA Drink-Leontien.nl (2012)               |
| Thalita de Jong                     | 6 novembre 1993   | Pays-Bas      |                                           |
| Pauline Ferrand-Prévot              | 10 février 1992   | France        |                                           |
| Anna Knauer                         | 20 février 1995   | Allemagne     |                                           |
| Roxane Knetemann                    | 1 avril 1987      | Pays-Bas      | Skil-Argos (2011)                         |
| Katarzyna Niewiadoma                | 29 septembre 1994 | Pologne       | TKK Pacific Toruń - Nestlé Fitness (2013) |
| Iris Slappendel                     | 18 février 1985   | Pays-Bas      | Garmin-Cervélo (2011)                     |
| Sabrina Stultiens                   | 8 juillet 1993    | Pays-Bas      | Jan van Arckel (2012)                     |
| Moniek Tenniglo (29 août–31 déc.)   | 2 mai 1988        | Pays-Bas      | Jan van Arckel (2014)                     |
| Anna van der Breggen                | 18 avril 1990     | Pays-Bas      | Sengers (2013)                            |
| Sanne van Paassen (25 juin–28 fév.) | 27 octobre 1988   | Pays-Bas      | Jan van Arckel (2012)                     |
| Annemiek van Vleuten                | 8 octobre 1982    | Pays-Bas      | Vrienden van het Platteland (2008)        |
| Marianne Vos                        | 13 mai 1987       | Pays-Bas      |                                           |
|                                     |                   |               |                                           |
| Source : UCI                        |                   |               |                                           |

### Encadrement
Koos Moerenhout est le directeur de l'équipe. Eric Van den Boom est gérant.

## Déroulement de la saison

### Janvier
La saison de cyclo-cross permet à Marianne Vos de s'illustrer. En Coupe du monde, elle remporte les épreuves de Fauquemont et de Nommay. Elle conserve son titre national, répétition générale pour les championnats du monde qui ont lieu à Hoogerheide. Elle s'y impose facilement devant Eva Lechner. En France, Pauline Ferrand-Prévot obtient son premier titre national dans la discipline. Marianne Vos est ensuite opérée d'un kyste qui l'a gênée durant toute la saison précédente.

### Février-mars
Le début de saison est décevant avec des places dans le top 10 mais aucun podium. Au Tour de Drenthe, Anna van der Breggen s'échappe avec Lizzie Armitstead et prend ainsi la deuxième place, tandis qu'Annemiek van Vleuten est cinquième. Au Trofeo Alfredo Binda, la Néerlandaise est quatrième et Pauline Ferrant-Prévot cinquième. Lors du Tour des Flandres, l'équipe se fait surprendre par l'attaque d'Ellen van Dijk. Elle met cependant quatre coureuses dans le top 12.

### Avril
Lucinda Brand trouve le chemin de la victoire sur l'avant-dernière étape de l'Energiewacht Tour. Échappée, son avance lui permet également de s'imposer au classement général. Marianne Vos fait son retour sur la Flèche wallonne. En manque de jour de course, elle mène Pauline Ferrant-Prévot qui s'impose en haut du mur de Huy. Anna van der Breggen mène au bout une longue échappée sur le Dwars door de Westhoek.

### Mai
L'équipe participe ensuite au Festival Luxembourgeois du cyclisme féminin Elsy Jacobs, où elle fait une démonstration. Marianne Vos gagne le prologue, Anna van der Breggen la première étape, puis Vos de nouveau pour la dernière étape. Anna van der Breggen inscrit son nom au palmarès. Marianne Vos continue sur sa lancée au Women's Tour en s'adjugeant les trois dernières étapes au sprint et ainsi le classement général par le biais des bonifications. Elle gagne ensuite le 7-Dorpenomloop van Aalburg, Gooik-Geraardsbergen-Gooik et la Durango-Durango Emakumeen Saria. Sur l'Emakumeen Bira qui suit, le podium se dessine dès la première étape avec les trois leaders de la Rabo Liv Women prenant plus d'une minute d'avance à la concurrence. Pauline Ferrand-Prévot remporte l'étape. Marianne Vos gagne la deuxième et quatrième étape, mais c'est bien la Française qui s'impose au général grâce à la minute d'avance prise sur la troisième étape. Au même moment, Katarzyna Niewiadoma gagne le Grand-Prix Gippingen, Roxane Knetemann est troisième.

### Juin
Lors des championnats nationaux, Annemiek van Vleuten s'impose aux Pays-Bas sur le contre-la-montre devant Ellen van Dijk, championne du monde en titre de la discipline. Sur la course en ligne, Lucinda Brand s'échappe à trente kilomètres de l'arrivée. Dans le final, sa coéquipière Iris Slappendel sort du peloton. Elle revient sur Lucinda Brand et la dépasse. Lucinda Brand doit se contenter de la médaille d'argent. Marianne Vos est troisième au sprint devant Kirsten Wild, le podium est donc intégralement occupé par l'équipe Rabo Liv Women. En France, Pauline Ferrand-Prévot s'empare du maillot sur le contre-la-montre pour deux secondes devant Audrey Cordon, puis domine la course en ligne.

### Juillet

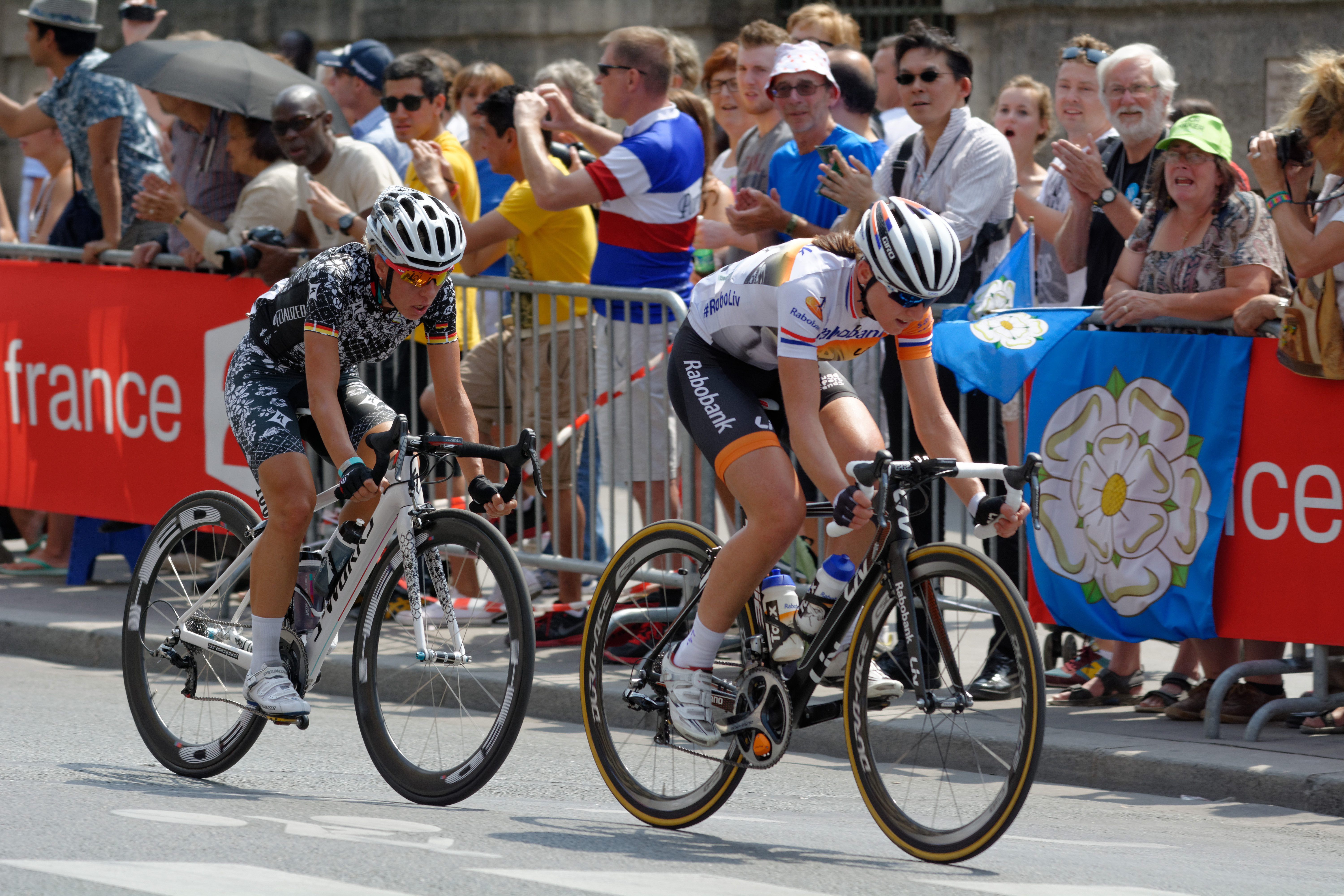
Annemiek van Vleuten durant La Course by Le Tour de France 2014

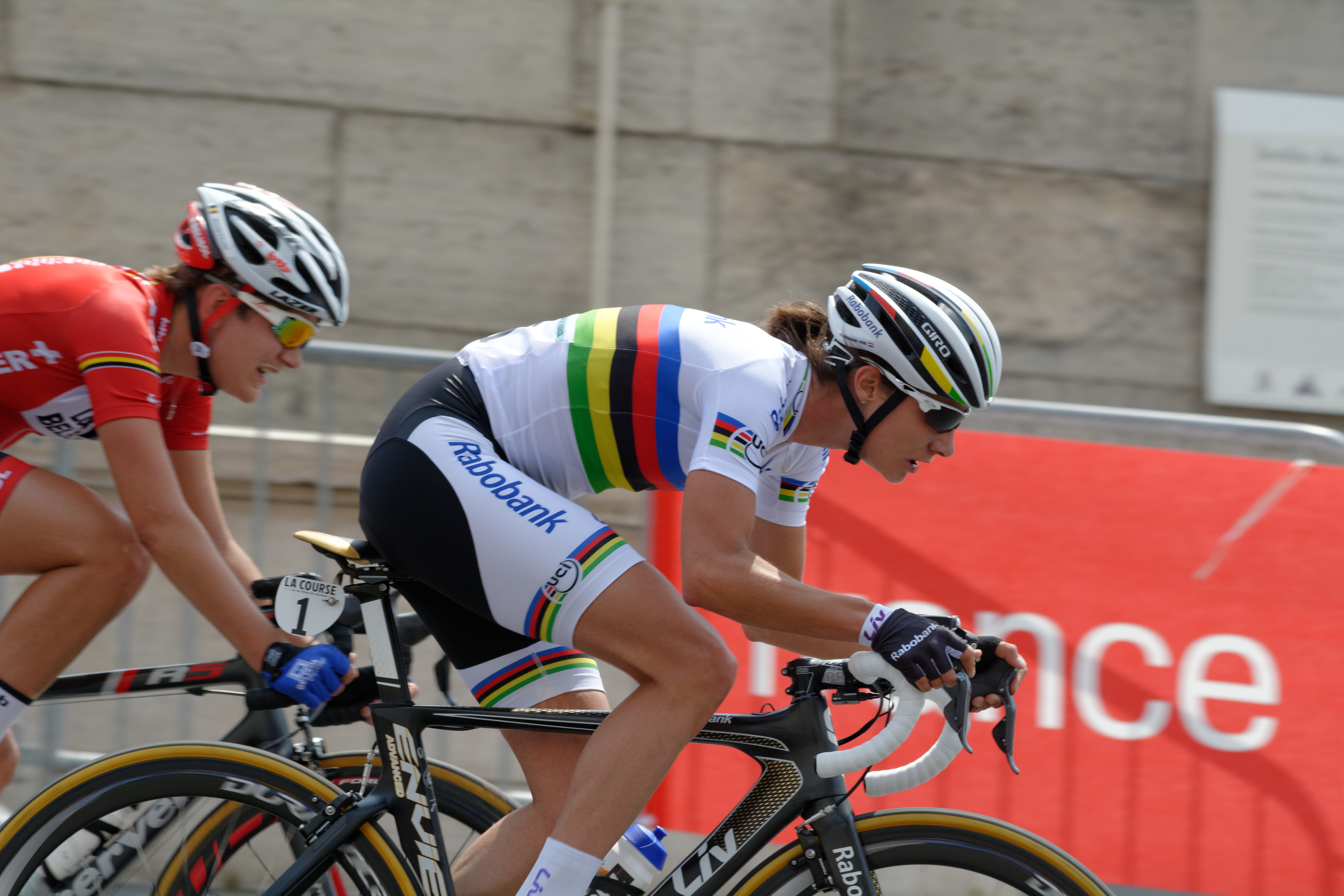
Marianne Vos durant La Course by Le Tour de France 2014

Au Tour d'Italie, Annemiek van Vleuten est la plus rapide sur le prologue. L'équipe place cinq coureuses dans les six premières places. Le lendemain, Marianne Vos s'impose devant Elisa Longo Borghini et Pauline Ferrand-Prévot. Elle devient également le nouveau maillot rose. Annemiek van Vleuten gagne la troisième étape. Sur l'étape suivante, Marianne Vos prend, en sus de l'étape, un avantage important au classement général, Annemiek van Vleuten étant quatrième à plus de deux minutes. La Néerlandaise ajoute encore une étape à son palmarès le lendemain au sprint. L'avant-dernière étape est montagneuse. Emma Pooley remporte l'étape, Anna van der Breggen est troisième, Pauline Ferrand-Prévot quatrième et Marianne Vos, en difficulté, concède une minute trente et n'a plus que seize secondes d'avance sur la Française. Emma Pooley récidive sur la dernière étape, cela n'empêche pas Marianne Vos de remporter le Tour d'Italie devant Pauline Ferrand-Prévot et Anna van der Breggen.
Après avoir contribué à la création de l'épreuve, Marianne Vos se montre la plus rapide au sprint sur La course by Le Tour de France.

### Août
La semaine suivante, elle gagne de la même manière le Tour de Bochum, manche de Coupe du monde cette année-là. Au Tour de Norvège, Marianne Vos s'impose sur le prologue, mais c'est Anna van der Breggen qui lève les bras sur la première étape et prend une avance décisive au classement général. Marianne Vos gagne la dernière étape et monte sur la deuxième place d'un podium intégralement Rabo Liv Women, Katarzyna Niewiadoma étant troisième. Sur le contre-la-montre par équipes de l'Open de Suède Vårgårda, la formation constituée de Marianne Vos, Thalita de Jong, Annemiek van Vleuten et Anna van der Breggen se classe deuxième derrière l'équipe Specialized-Lululemon. Sur la course en ligne, Roxane Knetemann provoque l'attaque décisive à trois kilomètres de l'arrivée. Elle est cependant devancée par ses compagnons d'échappée que sont Chantal Blaak et Amy Pieters. Marianne Vos prend la quatrième place devant Emma Johansson. Au Grand Prix de Plouay,à mi-course, seules vingt-et-une coureuses forment le groupe de tête, dont l'intégralité de la formation Rabo Liv Women. Dans le dernier tour du grand circuit, Lucinda Brand s'échappe avec Tiffany Cromwell et Emma Johansson. Elles se fond toutefois reprendre avant le début de l'ultime tour réalisé sur le petit circuit. Le groupe des favorites n'est composé que de dix coureuses. Les accélérations successives dans les ascensions viennent à bout de Lucinda Brand et Tiffany Cromwell qui se retrouvent décrochées. Elles reviennent néanmoins dans une descente. Lucinda Brand attaque immédiatement. Ses coéquipières empêchant toute chasse organisée, la Néerlandaise voit son avance s'accroître de manière définitive aux alentours de quarante secondes. Marianne Vos règle le sprint de poursuivantes devant Pauline Ferrant-Prévot. La formation Rabo Liv Women occupe donc l'intégralité du podium,.

### Septembre
Les championnats du monde commencent par le contre-la-montre par équipes. L'épreuve tourne au fiasco pour la formation. Marianne Vos est rapidement distancée. Ensuite, l'équipe est victime d'une chute collective alors qu'elle avait le second temps intermédiaire. Annemiek van Vleuten et Anna van der Breggen sont conduites à l'hôpital. La première est blessée à la jambe tandis que l'autre s'est fracturée le bassin. Elles sont toutes les deux forfaits pour le reste des championnats du monde.
Sur la course en ligne des championnats du monde, Marianne Vos se montre très attentive et marque plusieurs de ses adversaires durant la course. Avec Lizzie Armitstead et Elisa Longo Borghini, elle est la seule à parvenir à suivre l'attaque d'Emma Johansson dans la dernière ascension. Elles effectuent la descente ensemble, mais ne coopèrent pas sur le plat. Emma Johansson part mais est prise en chasse par Marianne Vos. Elisa Longo Borghini place un contre, mais la Néerlandaise réagit aussitôt. Les quatre échappées tergiversent au passage de la flamme rouge. Elles sont reprises par le groupe de poursuivantes.  Marianne Vos lance le sprint, mais se fait remonter par Pauline Ferrand-Prévot qui s'impose,.

## Bilan de la saison

### Victoires

#### Sur route
| Date         | Course                                    | Pays        | Classe | Vainqueur              |
| ------------ | ----------------------------------------- | ----------- | ------ | ---------------------- |
| 12 avril     | 4e étape du Energiewacht Tour             | Pays-Bas    | 2.2    | Lucinda Brand          |
| 13 avril     | Energiewacht Tour                         | Pays-Bas    | 2.2    | Lucinda Brand          |
| 23 avril     | Flèche wallonne                           | Belgique    | CDM    | Pauline Ferrand-Prévot |
| 27 avril     | Dwars door de Westhoek                    | Belgique    | 1.1    | Anna van der Breggen   |
| 2 mai        | Prologue du Grand Prix Elsy Jacobs        | Luxembourg  | 2.1    | Marianne Vos           |
| 3 mai        | 1re étape du Grand Prix Elsy Jacobs       | Luxembourg  | 2.1    | Anna van der Breggen   |
| 4 mai        | 2e étape du Grand Prix Elsy Jacobs        | Luxembourg  | 2.1    | Marianne Vos           |
| 4 mai        | Grand Prix Elsy Jacobs                    | Luxembourg  | 2.1    | Anna van der Breggen   |
| 9 mai        | 3e étape de The Women's Tour              | Royaume-Uni | 2.1    | Marianne Vos           |
| 10 mai       | 4e étape de The Women's Tour              | Royaume-Uni | 2.1    | Marianne Vos           |
| 11 mai       | 5e étape de The Women's Tour              | Royaume-Uni | 2.1    | Marianne Vos           |
| 11 mai       | The Women's Tour                          | Royaume-Uni | 2.1    | Marianne Vos           |
| 31 mai       | 7-Dorpenomloop van Aalburg                | Pays-Bas    | 1.2    | Marianne Vos           |
| 1er juin     | Gooik-Geraardsbergen-Gooik                | Pays-Bas    | 1.2    | Marianne Vos           |
| 10 juin      | Durango-Durango Emakumeen Saria           | Espagne     | 1.2    | Marianne Vos           |
| 12 juin      | 1re étape de la Emakumeen Bira            | Espagne     | 2.1    | Pauline Ferrand-Prévot |
| 13 juin      | 2e étape de la Emakumeen Bira             | Espagne     | 2.1    | Marianne Vos           |
| 14 juin      | 3e étape de la Emakumeen Bira             | Espagne     | 2.1    | Pauline Ferrand-Prévot |
| 15 juin      | 4e étape de la Emakumeen Bira             | Espagne     | 2.1    | Marianne Vos           |
| 15 juin      | Emakumeen Bira                            | Espagne     | 2.1    | Pauline Ferrand-Prévot |
| 15 juin      | Gippingen                                 | Suisse      | 1.2    | Katarzyna Niewiadoma   |
| 26 juin      | Championnat de France du contre-la-montre | France      | CN     | Pauline Ferrand-Prévot |
| 28 juin      | Championnat des Pays-Bas sur route        | Pays-Bas    | CN     | Iris Slappendel        |
| 28 juin      | Championnat de France sur route           | France      | CN     | Pauline Ferrand-Prévot |
| 4 juillet    | Prologue du Tour d'Italie                 | Italie      | 2.1    | Annemiek van Vleuten   |
| 5 juillet    | 1re étape du Tour d'Italie                | Italie      | 2.1    | Marianne Vos           |
| 7 juillet    | 3e étape du Tour d'Italie                 | Italie      | 2.1    | Annemiek van Vleuten   |
| 8 juillet    | 4e étape du Tour d'Italie                 | Italie      | 2.1    | Marianne Vos           |
| 9 juillet    | 5e étape du Tour d'Italie                 | Italie      | 2.1    | Marianne Vos           |
| 11 juillet   | 7e étape du Tour d'Italie                 | Italie      | 2.1    | Marianne Vos           |
| 13 juillet   | Tour d'Italie                             | Italie      | 2.1    | Marianne Vos           |
| 12 juillet   | Championnat d'Europe sur route espoirs    | Suisse      | 0      | Sabrina Stultiens      |
| 27 juillet   | La course by Le Tour de France            | France      | 1.1    | Marianne Vos           |
| 3 août       | Tour de Bochum                            | Allemagne   | CDM    | Marianne Vos           |
| 15 août      | Prologue du Tour de Norvège               | Norvège     | 2.2    | Marianne Vos           |
| 16 août      | 1re étape du Tour de Norvège              | Norvège     | 2.2    | Anna van der Breggen   |
| 17 août      | 2e étape du Tour de Norvège               | Norvège     | 2.2    | Marianne Vos           |
| 17 août      | Tour de Norvège                           | Norvège     | 2.2    | Anna van der Breggen   |
| 30 août      | GP de Plouay-Bretagne                     | France      | CDM    | Marianne Vos           |
| 4 septembre  | 3e étape du Holland Ladies Tour           | Pays-Bas    | 2.1    | Marianne Vos           |
| 12 septembre | 1re étape du Tour de Belgique             | Belgique    | 2.2    | Annemiek van Vleuten   |
| 13 septembre | 2e étape du Tour de Belgique              | Belgique    | 2.2    | Rabo Liv               |
| 15 septembre | 5e étape du Tour de Belgique              | Belgique    | 2.2    | Anna van der Breggen   |
| 15 septembre | Tour de Belgique                          | Belgique    | 2.2    | Annemiek van Vleuten   |
| 27 septembre | Championnats du monde sur route           | Espagne     | CM     | Pauline Ferrand-Prévot |

#### En cyclo-cross
| Date        | Course                                      | Pays      | Classe | Vainqueur              |
| ----------- | ------------------------------------------- | --------- | ------ | ---------------------- |
| 2 janvier   | Surhuisterveen                              | Pays-Bas  | C2     | Marianne Vos           |
| 12 janvier  | Championnats des Pays-Bas de cyclo-cross    | Pays-Bas  | CN     | Marianne Vos           |
| 12 janvier  | Championnats de France de cyclo-cross       | France    | CN     | Pauline Ferrand-Prévot |
| 19 janvier  | Louvain                                     | Belgique  | C1     | Marianne Vos           |
| 26 janvier  | Nommay                                      | France    | CDM    | Marianne Vos           |
| 1er février | Championnats du monde de cyclo-cross        | Belgique  | CM     | Marianne Vos           |
| 8 novembre  | Championnat d'Europe de cyclo-cross espoirs | Allemagne | 0      | Sabrina Stultiens      |
| 14 décembre | Lanarvily                                   | France    | C2     | Pauline Ferrand-Prévot |
| 14 décembre | Mol                                         | Belgique  | C2     | Sabrina Stultiens      |
| 26 décembre | Zolder                                      | Belgique  | CDM    | Marianne Vos           |
| 28 décembre | Diegem                                      | Belgique  | C1     | Marianne Vos           |

#### En VTT
| Date       | Course                              | Pays      | Classe | Vainqueur              |
| ---------- | ----------------------------------- | --------- | ------ | ---------------------- |
| 18 mai     | Lons-le-Saunier                     | France    | C2     | Pauline Ferrand-Prévot |
| 24 mai     | Nové Město na Moravě                | Tchéquie  | CDM    | Pauline Ferrand-Prévot |
| 1er juin   | Albstadt                            | Allemagne | CDM    | Pauline Ferrand-Prévot |
| 8 juin     | Championnat d'Europe de VTT espoirs | Allemagne | 0      | Pauline Ferrand-Prévot |
| 20 juillet | Championnats de France de VTT       | France    | CN     | Pauline Ferrand-Prévot |

#### Sur piste
| Date        | Course                           | Pays      | Classe | Vainqueur   |
| ----------- | -------------------------------- | --------- | ------ | ----------- |
| 20 décembre | Championnat d'Allemagne d'omnium | Allemagne | CN     | Anna Knauer |

### Résultats sur les courses majeures

#### Coupe du monde
| Date     | # | Course                                   | Meilleure classée      | Classement |
| -------- | - | ---------------------------------------- | ---------------------- | ---------- |
| 15 mars  | 1 | Tour de Drenthe                          | Anna van der Breggen   | 2e         |
| 30 mars  | 2 | Trofeo Alfredo Binda-Comune di Cittiglio | Anna van der Breggen   | 4e         |
| 6 avril  | 3 | Tour des Flandres                        | Annemiek van Vleuten   | 5e         |
| 23 avril | 4 | Flèche wallonne                          | Pauline Ferrand-Prévot | Vainqueur  |
| 18 mai   | 5 | Tour de l'île de Chongming               | -                      | -          |
| 3 août   | 6 | Tour de Bochum                           | Marianne Vos           | Vainqueur  |
| 22 août  | 7 | Open de Suède Vårgårda TTT               | Rabo Liv Women         | 2e         |
| 24 août  | 8 | Open de Suède Vårgårda                   | Roxane Knetemann       | 3e         |
| 30 août  | 9 | GP de Plouay-Bretagne                    | Lucinda Brand          | Vainqueur  |

La formation Rabo Liv Women est première du classement par équipes. Marianne Vos est troisième du classement individuel, Anna van der Breggen quatrième et Pauline Ferrand-Prévot sixième.

#### Grand tour
| Grand tour            | Tour d'Italie                                                        |
| --------------------- | -------------------------------------------------------------------- |
| Coureuse (classement) | Marianne Vos (1re)                                                   |
| Accessits             | 6 victoires d'étapes, classement par points et de la meilleure jeune |

## Classement UCI
| Rang | Coureur                | Points |
| ---- | ---------------------- | ------ |
| 1    | Marianne Vos           | 1363   |
| 7    | Anna van der Breggen   | 839    |
| 8    | Pauline Ferrand-Prévot | 815    |
| 17   | Annemiek van Vleuten   | 405,75 |
| 30   | Lucinda Brand          | 249,75 |
| 33   | Thalita de Jong        | 202,75 |
| 34   | Roxane Knetemann       | 192,75 |
| 35   | Katarzyna Niewiadoma   | 192    |
| 46   | Sabrina Stultiens      | 156    |
| 76   | Iris Slappendel        | 94     |
| 533  | Anna Knauer            | 1,75   |

Rabo Liv Women est première au classement par équipes mondial.